# جوني جيمس
جوني جيمس (بالإنجليزية: Joni James)‏ هي مغنية أمريكية، ولدت في 22 سبتمبر 1930 في شيكاغو في الولايات المتحدة.

## وصلات خارجية
- جوني جيمس على موقع IMDb (الإنجليزية)
- جوني جيمس على موقع ميوزك برينز (الإنجليزية)
- جوني جيمس على موقع إن إن دي بي (الإنجليزية)
- جوني جيمس على موقع ديسكوغز (الإنجليزية)
- جوني جيمس على موقع قاعدة بيانات الفيلم (الإنجليزية)